# 德國國防軍陸軍第444警備師
德國國防軍陸軍第444警備師（德語：444. Sicherungs-Division）是納粹德國國防軍陸軍的一個警備師。該師於1939年10月組建。
該師組建時，稱為第444特種師（德語：Division z. b. V. 444），1941年3月改編為第444警備師。
該師改編後，一直在東線後方，進行警備工作。
該師最後於1944年5月解散。

## 註腳
1. ↑  Mitcham（2007年）